# James Joyce (Schiff)
Die James Joyce ist ein von Irish Ferries betriebenes RoRo-Fährschiff. Nach der Fertigstellung im Jahr 2007 wurde sie zunächst von der Fährschiffreederei Tallink mit Heimathafen Tallinn als Star auf der Ostsee eingesetzt. Das Schiff ist von Bureau Veritas mit der Eisklasse 1A („Schwierige Eisverhältnisse“) klassifiziert. Es gehört mit einer Höchstgeschwindigkeit von 27,5 Knoten zu den schnellsten Passagierfähren der Welt. Seit 2023 wird es von Irish Ferries betrieben.

## Geschichte
Das Schiff wurde am 30. Mai 2006 mit der Baunummer 1356 auf der finnischen Werft Aker Finnyards in Helsinki als Star auf Kiel gelegt. Am 23. November 2006 erfolgte der Stapellauf und die Taufe durch die Gattin des Bürgermeisters von Helsinki, Jaana Pajunen. Die Übergabe des Schiffes wurde durch ein Problem mit den Dieselmotoren um eine Woche verschoben und fand am 10. April 2007 statt. Ab dem 12. April 2007 pendelte die Star mehrmals am Tag zwischen Tallinn (Estland) und Helsinki (Finnland) über den Finnischen Meerbusen. Die Fahrzeit betrug etwa zwei Stunden.
Von Ende März bis zum 19. April 2020 wurde das Fährschiff wegen der COVID-19-Pandemie auf der Route Sassnitz-Mukran (Rügen/Deutschland) – Paldiski (Estland) eingesetzt, nachdem es auf der Landverbindung an den Grenzen von Polen zu Problemen gekommen war.
2023 wurde das Schiff an Irish Continental Ferries verchartert. Das zunächst in Oscar Wilde und 2024 in James Joyce umbenannte Schiff wird von Irish Ferries auf der Fährverbindung zwischen Rosslare Harbour und Pembroke eingesetzt und ersetzte dort die ebenfalls gecharterte Blue Star 1.
Nachdem das Schiff Anfang 2025 kurzzeitig als Star 1 von Tallink zwischen Kapellskär und Paldiski zum Einsatz gekommen war, wurde es kurze Zeit später an die Irish Continental Group verkauft und erneut als James Joyce umbenannt. Sie kommt auf der Verbindung zwischen Dublin und Holyhead zum Einsatz. Im Tallink-Netzwerk wurde sie von der Superfast IX ersetzt.

## Ausstattung
Die Fähre bietet Platz für bis zu 2080 Passagiere. Sie verfügt über insgesamt 131 Passagierkabinen mit WC und Dusche. Diese befinden sich auf den Decks 8 und 9 im Heckteil des Schiffes. Zwei Kabinen sind behindertengerecht eingerichtet. Die „Business Lounge“ für 120 Reisende, die beim Einsatz der Fähre durch Tallink beim Verlassen des Schiffes mit eigenem Auto Vorrang hatten, befindet sich auf Deck 7. Die Fähre kann auf 2000 Spurmetern 450 Pkw befördern.
Nach Indienststellung der Megastar erhielt die Star eine zweite Rampe.